# Kodak DCS 100
O Kodak Professional Digital Camera System ou DCS, mais tarde denominado não oficialmente DCS 100, foi a primeira Câmera reflex monobjetiva digital (DSLR) disponível no mercado. Era uma câmera personalizada com o sensor de imagem digital, montada em um corpo Nikon F3 e lançada pela Kodak em maio de 1991; a empresa já havia mostrado a câmera na Photokina em 1990. Voltado para o mercado de fotojornalismo com o objetivo de melhorar a velocidade de transmissão das fotos para o estúdio ou redação, o DCS tinha resolução de 1,3 megapixels. O DCS 100 foi apresentado publicamente pela primeira vez em Arles (França), no Journées de l'Image Pro, pelo Sr. Ray H. DeMoulin, presidente mundial da Kodak. 453 jornalistas internacionais assistiram a esta apresentação, que teve lugar no Palais des Congrès de Arles.

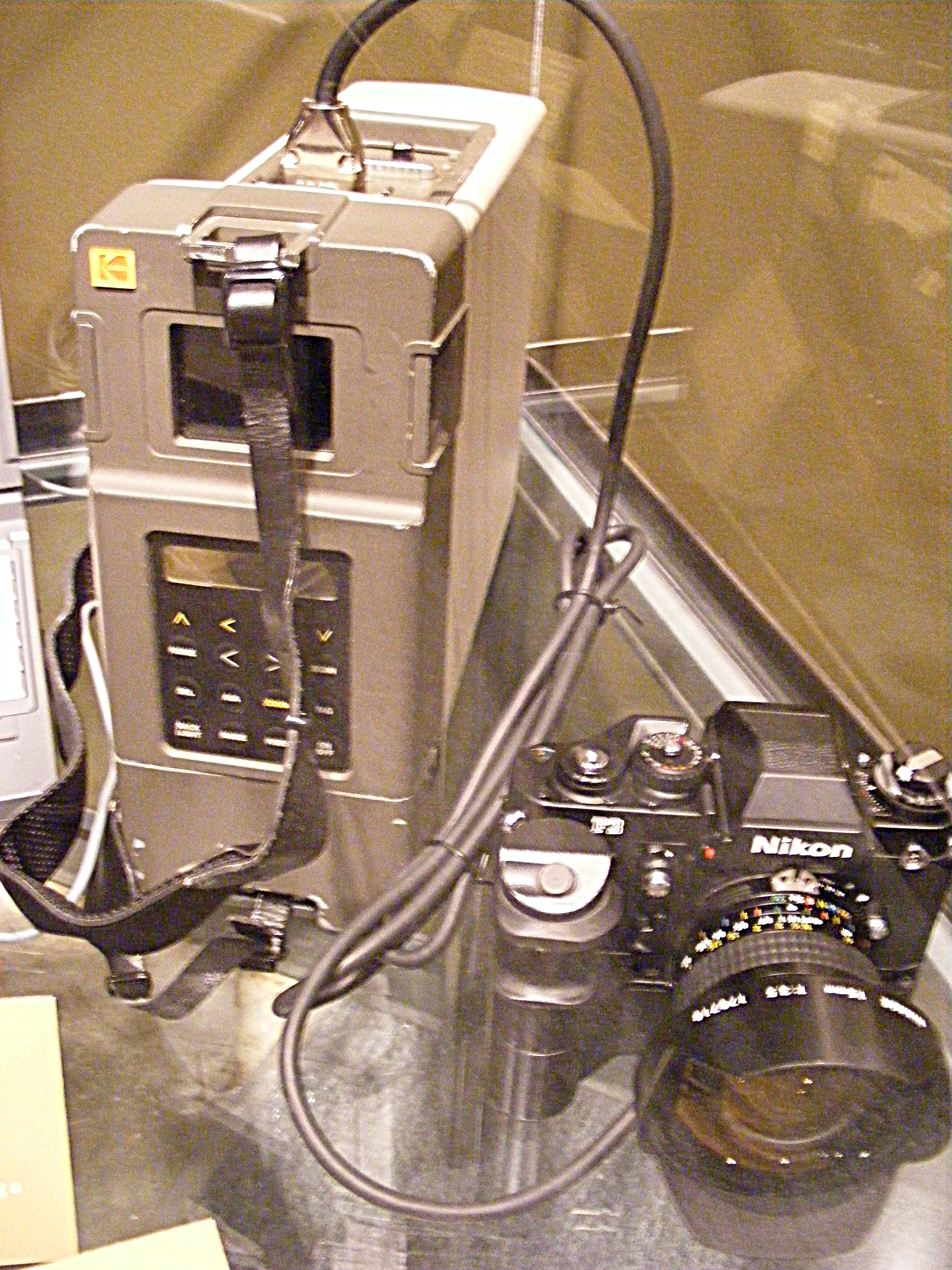
Kodak DCS 100, baseado em um corpo Nikon F3 com unidade de armazenamento digital

O predecessor da Digital Still Camera (DCS) comercial foi prototipado na primavera de 1987 no Kodak Research Labs. Um gerador de imagens de 1,3 megapixels foi produzido pela Divisão de Tecnologia de Microeletrônica da Kodak e o próximo passo lógico era construir um sistema de imagem digital de alta resolução em torno dele. O protótipo DCS foi desenvolvido para testes pela Associated Press. Os pesquisadores da Kodak escolheram a Nikon F3HP SLR porque era a câmera profissional mais usada na época.
O F3HP tinha contatos de acionamento do motor que forneciam sinais suficientes para a sincronização eletrônica. Um conjunto de lentes potenciais foi submetido a testes de MTF e as melhores lentes correspondentes foram selecionadas. A energia da bateria e um disco rígido foram integrados em um sistema remoto com fio para ser usado no ombro enquanto o fotógrafo trabalhava. A saída do conversor A/D foi processada para gerar um histograma de exposição para o fotógrafo. Finalmente, como o gerador de imagens de 1.3MP era menor do que o quadro completo do filme de 35 mm, modelos coloridos foram adicionados ao visor para indicar a área que o gerador de imagens iria capturar.
O sistema de protótipo foi testado extensivamente em 1987 e 1988 por fotógrafos da AP e em estudos comparando seu desempenho com sistemas de filme. Houve entusiasmo suficiente para o sistema empreender uma versão comercial. Uma versão anterior foi exibida na photokina em 1990 e o produto foi lançado em maio de 1991.
O DCS 100 reteve muitas das características do protótipo, incluindo uma Unidade de Armazenamento Digital (DSU) separada no ombro para armazenar e visualizar as imagens, e para alojar as baterias. O DSU continha uma unidade de disco rígido de 200 megabytes que podia armazenar até 156 imagens sem compactação ou até 600 imagens usando uma placa de compactação compatível com JPEG que foi oferecida posteriormente como um extra opcional. Um teclado externo permitia a entrada de legendas e outras informações de imagem.
O sistema de câmera digital profissional Kodak estava disponível com dois fundos de formato digital diferentes. O verso colorido DC3 usou um layout de matriz de filtro de cor personalizado. A traseira monocromática DM3 não tinha matriz de filtro de cor. Alguns backs DM3 foram fabricados sem filtros IR.
Internamente, possui um disco rígido SCSI de 3,5 ". Ele se conecta a um computador por meio de uma interface SCSI externa. Aparece como um dispositivo SCSI sem disco e pode ser acessado por um plug-in baseado em TWAIN para Photoshop 3.
Havia muitos modelos do DCS 100 com buffers diferentes, monocromático, colorido, versões de transmissão com teclado e modem.
O sistema foi comercializado a um preço de varejo de $ 20.000. Um total de 987 unidades foram vendidas.